# Давид Навара
Давид Навара (чеськ. David Navara; нар. 27 березня 1985, Прага) — чеський шахіст, гросмейстер (2002). 
Починаючи з квітня 2007 року найбільш рейтинговий чеський шахіст.
Його рейтинг станом на березень 2020 року — 2719 (26-те місце у світі, 1-ше — серед шахістів Чехії).

## Кар'єра

### 2014
У березні 2014 року Давид Навара посівши 7 місце на чемпіонаті Європи з результатом 8 очок з 11 можливих (+6-1=4), зумів кваліфікуватися на кубок світу ФІДЕ, що пройде в 2015 році.

### 2015
У січні 2015 року Давид Навара з результатом 10 очок з 13 можливих (+7-0=6) посів 2 місце на турнірі Б (ХІІІ категорія), що проходив у Вейк-ан-Зеє.
У березні 2015 року, набравши 8 очок з 11 можливих (±1=4), Навара став срібним призером чемпіонату Європи, що проходив в Єрусалимі.
У червні 2015 року з рахунком 1-3 (+0-2=2) Давид програв Веслі Со у матчі, що проходив у Празі.
У липні 2015 року розділив 3-4 місця на турнірі, що проходив у швейцарському місті Біль. Його результат 5½ очок з 10 можливих (+4-3=3).
У вересні 2015 року на кубку світу ФІДЕ вилетів у другому колі поступившись Гадир Гусейнов на тай-брейку з рахунком ½ на 1½ очка.
У жовтні 2015 року на чемпіонаті світу зі швидких та блискавичних шахів, що проходив у Берліні, посів:
 — 23 місце на турнірі зі швидких шахів, набравши 9½ з 15 очок (+8-4=3),
 — 8 місце на турнірі з блискавичних шахів, набравши 14 з 21 очка (+14-7=0).

### 2016
У січні 2016 року з результатом 5½ очок з 13 можливих (+1-3=9) посів 10 місце на турнірі 20-ї категорії, що проходив у Вейк-ан-Зеє.
У травні 2016 року з результатом 8 очок з 11 можливих (+6-1=4) посів 4 місце на чемпіонаті Європи, що проходив у місті Джяковіца (Косово).
У вересні 2016 року в складі збірної Чехії посів 29-те місце на шаховій олімпіаді, що проходила в Баку. Набравши 6 з 11 можливих очок (+3-2=6), Давид посів 18-те місце (турнірний перформанс — 2721 очко) серед шахістів, які виступали на 1-й шахівниці.
У грудні 2016 року на чемпіонаті Європи зі швидких та блискавичних шахів, що проходив у Таллінні в рамках Меморіалу П.Кереса, Давид посів:
 — 57-ме місце на турнірі зі швидких шахів, набравши 7½ з 11 очок (+7-3=1),
 — 9-те місце на турнірі з блискавичних шахів, набравши 19 з 26 очок (+18-6=2).

### 2017—2020
У квітні 2018 року посів останнє 10 місце на турнірі «Меморіал Вугара Гашимова». Результат Навари 2½ очки з 9 можливих (+0-4=5).
На початку 2019 року Навара взяв участь в одному з найсильніших турнірів, що проводиться за швейцарською системою — «Gibraltar Chess Festival 2019». Набравши 7 очок з 10 можливих (+5-1=4) чех розділив 6-22 місця (6-те за додатковим показником).
У квітні 2019 року з результатом 4 очки з 9 можливих (+1-2=6) чех розділив 7-8-мі місця на турнірі 22-ї категорії «Меморіал Вугара Гашимова».
У січні 2020 року з результатом 7½ очок з 10 можливих (+6-1=3) Давид  посів 6-те місце на турнірі «Gibraltar Chess Festival 2020».

## Зміни рейтингу
| На цьому місці має відображатися графік чи діаграма, однак з технічних причин його відображення наразі вимкнено. Будь ласка, не видаляйте код, який викликає це повідомлення. Розробники вже працюють для того, щоби відновити штатне функціонування цього графіка або діаграми. | |
| | На цьому місці має відображатися графік чи діаграма, однак з технічних причин його відображення наразі вимкнено. Будь ласка, не видаляйте код, який викликає це повідомлення. Розробники вже працюють для того, щоби відновити штатне функціонування цього графіка або діаграми. |